# این مرد (ترانه تیلور سوئیفت)
«اون مرد» (به انگلیسی: The Man) ترانه‌ای از خواننده و ترانه‌نویس آمریکایی تیلور سوئیفت است. این ترانه در تاریخ ۲۷ و ۲۸ ژانویه ۲۰۲۰ به عنوان چهارمین تک‌آهنگ از هفتمین آلبوم استودیویی وی، عاشق (۲۰۱۹) در قالب‌های رادیویی معاصر و پاپ بزرگسالان ایالات متحده سرویس داده شد. سوئیفت ترانه را با جوئل لیتل نوشت و تولید کرد. منتقدان این ترانه را تحسین کردند و پیام فمینیستی آن را ستودند.
نماهنگ رسمی «اون مرد» در ۲۷ فوریه ۲۰۲۰ منتشر شد و توسط خود سوئیفت کارگردانی شد و اولین کارگردانی انفرادی وی برای نماهنگ است. در این ویدئو طنز، سوئیفت خود را با نام «تایلر سوئیفت» به مرد تغییر داده و چندین نمونه شایع از معیارهای تبعیض جنسیتی در جامعه مانند شیءانگاری جنسی، رابطه جنسی، مردانگی سمی و پدرسالاری را در نماهنگ نشان می‌دهد